# Nina Garsoïan
Nina G. Garsoïan (Parigi, 11 aprile 1923 – New York, 14 agosto 2022) è stata una storica statunitense.
Nina Garsoïan è stata una storica statunitense specializzata in storia armena e bizantina.

## Biografia
Garsoïan nacque a Parigi da genitori armeni originari di Nakhichevan-on-Don (Rostov-on-Don) e Tbilisi. Si trasferì a New York nel 1933.
Garsoïan è morta il 14 agosto 2022, all'età di 99 anni.

## Studi
Conseguì un Bachelor of Arts in archeologia classica presso il Bryn Mawr College nel 1943, quindi un Master of Arts e un dottorato di ricerca presso la Columbia University in storia bizantina, del Vicino Oriente e armena. Ebbe la borsa di studio Fulbright per studiare presso il monastero mechitarista di San Lazzaro degli Armeni sull'isola di San Lazzaro a Venezia.

## Carriera
Garsoïan iniziò a insegnare allo Smith College nel 1956  e alla Columbia nel 1962.. Nel 1969 diventò la prima donna-storica a ottenere una cattedra presso il Dipartimento di storia alla Columbia University e, successivamente, la prima titolare della Gevork M. Avedissian Chair in "Armenian History and Civilization" alla Columbia.. Garsoïan fu anche la prima donna preside della Graduate School dell'Università di Princeton quando venne nominata a quell'incarico nel 1977, incarico che ha ricoperto quel ruolo fino al 1979..
Nel 1979, diventò la prima titolare della Gevork M. Avedissian Chair in Armenian History and Civilization presso la Columbia University. Andò in pensione nel 1993 e fu in seguito professoressa emerita di Storia e civiltà armena.
Garsoïan fu direttrice della Revue des Études Arméniennes con sede a Parigi, membro della Medieval Academy of America e membro corrispondente della British Academy.  Partecipò come co-direttore a un simposio di studi bizantini a Dumbarton Oaks.
Andò in pensione nel 1993.

## Riconoscimenti
Ha ricevuto due volte la Mesrop Mashtots Medal. Nel 2019 ha ricevuto il SAS Lifetime Achievement Award.